# Ахмад Ага Дуздар

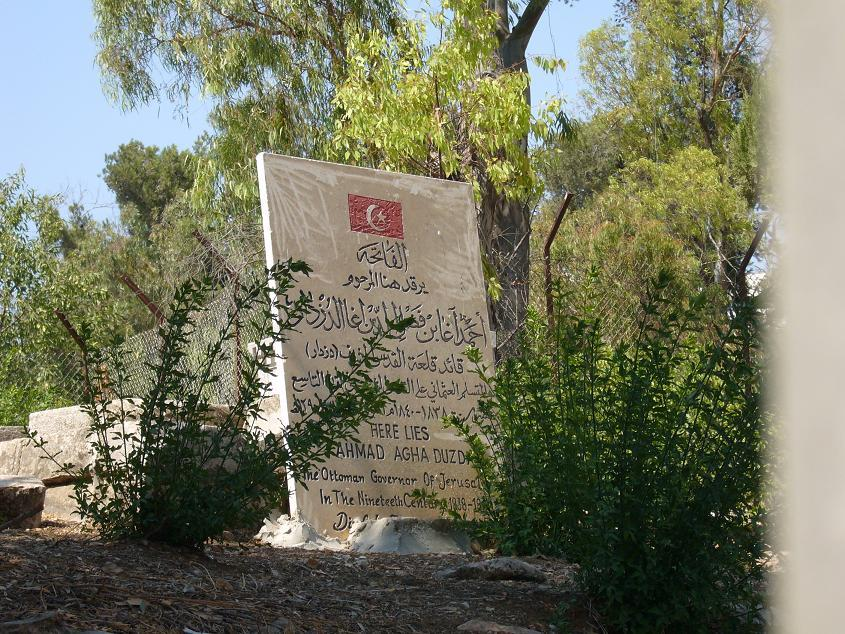
Могила Ахмада Ага Дуздар

Ахмад Ага Дуздар был мэром города Иерусалим с 1838 по 1868 год.
Его официальный титул был Османский губернатор Иерусалима.
В 2005 году правительство Турции поставило камень на его могиле на южном конце кладбища «Мамилла» в западном Иерусалиме.